# Tales from the Beach
Tales from the Beach è il tredicesimo album del gruppo acid jazz inglese Incognito, pubblicato nel 2008 dall'etichetta discografica Dôme Records.

## Tracce
1. Step Aside (Francis Hylton, Jean-Paul Maunick) - 5:58
2. I've Been Waiting (Simon Grey, Maunick) - 4:28
3. When the Sun Comes Down (Richard Bull, Maunick) - 4:46
4. Love Joy Understanding (Matt Cooper, Maunick) - 6:44
5. I Come Alive (Rimshots and Basses) (Cooper, Maunick) - 3:54
6. Happy People (Hylton, Maunick) - 4:16
7. N.O.T. (Cooper, Maunick) - 6:10
8. Freedom to Love (Maunick, Dominic Oakenfull) - 6:45
9. I Remember a Time (Cooper, Maunick) - 5:29
10. It May Rain Sometime (Maunick) - 2:06
11. Never Look Back (Bull, Maunick) - 6:44
12. When Words Are Just Words (Bull, Graham Harvey, Maunick) - 6:12
13. Feel the Pressure (Maunick, Oakenfull) - 4:46
14. Silence of My Mind (Bull, Maunick) - 3:54
15. Tales from the Beach (Julian Crampton, Maunick, Anthony Momrelle) - 1:42